# Trevor Philp
Trevor Philp (Toronto, 1 mei 1992) is een Canadees alpineskiër. 

## Carrière
Philp maakte zijn wereldbekerdebuut tijdens de slalom in januari 2012 in Adelboden.
In 2014 nam Philp deel aan de Olympische Winterspelen in Sotsji. Hij eindigde 25e op de Olympische reuzenslalom. Op de slalom haalde hij de finish van de tweede run niet. 
In Beaver Creek nam Philp deel aan de wereldkampioenschappen alpineskiën 2015. Op dit toernooi eindigde hij als 18e op zowel de slalom als de reuzenslalom. Samen met Erin Mielzynski, Candace Crawford en Phil Brown behaalde Philp de zilveren plak in de landenwedstrijd. In de voorrondes won het Canadese team van de hoger geplaatste teams van Duitsland, Italië en Zweden. In de finale moest het Canadese viertal echter zijn meerdere erkennen in het Oostenrijkse team.

## Resultaten

### Olympische Spelen
| Jaar | Plaats      | Resultaten                   |
| ---- | ----------- | ---------------------------- |
| 2014 | Sotsji      | DNF2 Slalom 25e Reuzenslalom |
| 2018 | Pyeongchang | 18e Reuzenslalom DNF2 Slalom |

### Wereldkampioenschappen
| Jaar | Plaats       | Resultaten                                      |
| ---- | ------------ | ----------------------------------------------- |
| 2013 | Schladming   | 35e Slalom                                      |
| 2015 | Beaver Creek | Landenwedstrijd · 18e Reuzenslalom · 18e Slalom |
| 2017 | Sankt Moritz | DNF1 Reuzenslalom DNF1 Slalom                   |
| 2019 | Åre          | 18e Reuzenslalom DNF1 Slalom 9e Landenwedstrijd |

### Wereldbeker
Eindklasseringen
| Seizoen   | Algm | SL  | RS  | PAR | SC  |
| --------- | ---- | --- | --- | --- | --- |
| 2013/2014 | 140e | -   | 50e |     | -   |
| 2014/2015 | 133e | -   | 41e |     | -   |
| 2015/2016 | 102e | 37e | 45e |     | 37e |
| 2017/2018 | 83e  | 40e | 34e |     | -   |
| 2018/2019 | 54e  | 41e | 25e |     | 11e |
| 2019/2020 | 80e  | 58e | 25e | 38e | -   |